# Чистяков Михайло Миколайович
Миха́йло Микола́йович Чистяко́в (рос. Михаил Николаевич Чистяков; 18 листопада 1896 — 26 квітня 1980) — радянський воєначальник, маршал артилерії (25.09.1944).

## Життєпис
Народився у Санкт-Петербурзі в родині залізничного службовця. Росіянин. Закінчив реальне училище 1915 року.
У 1915 році призваний до Російської імператорської армії. Як розвідник та командир взводу, брав участь у Першій світовій війні на Південно-Західному фронті.
З вересня 1918 року у лавах Червоної армії. Учасник Громадянської війни в Росії: командир взводу, артбатареї, артдивізіону на Східному та Західному фронтах.
З 1922 року — на різних командних посадах в артилерії. У 1926 році закінчив Курси старшого командного складу. У 1930 році закінчив Курси удосконалення вищого начальницького складу при Військовій академії імені М. В. Фрунзе. З 1930 року — начальник артилерії корпуса, з 1936 року — помічник армійського інспектора артилерії Білоруського військового округу. У 1938—1941 роках — начальник Курсів удосконалення вищого начальницького складу артилерії При Військовій академії імені Ф. Е. Дзержинського. З лютого 1941 року — начальник Управління бойової підготовки Головного артилерійського управління РСЧА.
Учасник німецько-радянської війни з 1941 року: начальник артилерії Західного фронту (липень — серпень 1941), начальник артилерії 34-ї армії Північно-Західного фронту (вересень — грудень 1941). З грудня 1941 року — начальник Управління бойової підготовки Головного артилерійського управління РСЧА, згодом — заступник командувача артилерією РСЧА. Член ВКП(б) з 1944 року.
Під час радянсько-японської війни — командувач артилерією при Головнокомандувачеві радянськими військами на Далекому Сході.
З квітня 1946 року — командувач артилерією ЗС СРСР. З листопада 1957 року — генерал-інспектор Головної інспекції МО СРСР. З грудня 1964 року — військовий інспектор-радник Групи генеральних інспекторів МО СРСР.

## Нагороди
- три ордени Леніна (21.02.1945, 26.11.1956, 1966);
- орден Жовтневої революції (17.11.1976);
- три ордени Червоного Прапора (03.03.1942, 03.11.1944, 1948);
- орден Суворова 1-го ступеня (18.11.1944);
- два ордени Кутузова 1-го ступеня (17.09.1943, 8.09.1945);
- орден Богдана Хмельницького 1-го ступеня (29.07.1944);
- орден Суворова 2-го ступеня (16.05.1944);
- орден Вітчизняної війни 1-го ступеня;
- орден Червоної Зірки (22.02.1945);
- орден «За службу Батьківщині у Збройних Силах СРСР» 3-го ступеня (30.04.1975);
- медалі;
- іноземні нагороди;
- Георгіївський хрест 3-го та 4-го ступеня.